# باري أبتون
باري أبتون (بالإنجليزية: Barry Upton)‏ هو منتج أسطوانات ومهندس الصوت وكاتب أغاني ومهندس وملحن بريطاني، ولد في 25 فبراير 1954 في هيستينغز في المملكة المتحدة.

## وصلات خارجية
- الموقع الرسمي